# NBA All-Star Game 2001
Le NBA All-Star Game 2001 s'est déroulé le 11 février 2001 au MCI Center de Washington, D.C..

## Effectif All-Star de l'Est
- Allen Iverson (76ers de Philadelphie)
- Grant Hill (Magic d'Orlando)
- Vince Carter (Raptors de Toronto)
- Dikembe Mutombo (Hawks d'Atlanta)
- Anthony Mason (Heat de Miami)
- Tracy McGrady (Magic d'Orlando)
- Latrell Sprewell (Knicks de New York)
- Stephon Marbury (New Jersey Nets)
- Ray Allen (Bucks de Milwaukee)
- Alonzo Mourning (Heat de Miami)
- Theo Ratliff (76ers de Philadelphie)
- Glenn Robinson (Bucks de Milwaukee)
- Jerry Stackhouse (Pistons de Détroit)
- Allan Houston (Knicks de New York)
- Antonio Davis (Raptors de Toronto)

## Effectif All-Star de l'Ouest
- David Robinson (Spurs de San Antonio)
- Karl Malone (Jazz de l'Utah)
- Tim Duncan (Spurs de San Antonio)
- Shaquille O'Neal (Lakers de Los Angeles)
- Kevin Garnett (Timberwolves du Minnesota)
- Chris Webber (Sacramento Kings)
- Jason Kidd (Suns de Phoenix)
- Gary Payton (SuperSonics de Seattle)
- Antonio McDyess (Nuggets de Denver)
- Kobe Bryant (Lakers de Los Angeles)
- Vlade Divac (Sacramento Kings)
- Michael Finley (Mavericks de Dallas)
- Rasheed Wallace (Trail Blazers de Portland)

## Concours
Vainqueur du concours de tir à 3 points : Ray Allen
Vainqueur du concours de dunk : Desmond Mason